# Messy Little Raindrops
Messy Little Raindrops е вторият студиен албум на английската певица Черил Коул, издаден през октомври 2010 г. Албумът успява да достигне първо място във Великобритания. Продаден е общо в 300 000 копия и получава платинена сертификация.

## Списък с песните

### Оригинален траклист
1. Promise This – 3:22
2. Yeah Yeah (с Трави Маккой) – 3:16
3. Live Tonight – 3:30
4. The Flood – 3:57
5. Amnesia – 3:43
6. Everyone (с Дизи Раскал) – 3:59
7. Raindrops – 3:31
8. Hummingbird – 3:12
9. Better to Lie (с Огъст Риго) – 3:29
10. Let's Get Down (с Уил Ай Ем) – 3:51
11. Happy Tears – 3:54
12. Waiting – 4:09

### Интернационално издание
1. ight for This Love – 3:46
2. 3 Words (с Уил Ай Ем) – 4:36
3. Parachute – 3:42

### iTunes издание
1. На път с Черил Коул – 24:25